# Горки (Сахалинская область)
Го́рки — упразднённое село в Тымовском городском округе Сахалинской области России. Исключено из учётных данных в 2024 году.

## География
Находится на берегу реки Периво, которая через два км впадает в реку Тымь, в 50 км от районного центра п.г.т. Тымовское.

## История
Посёлок Горки образован в 1953 г.
Село Горки полностью сгорело 20 сентября 1998 года из-за лесного пожара. Погибло 4 человека. Жители были расселены, большинство в пригород Южно-Сахалинска.
Постановление Администрации Сахалинской области от 26.04.2004 № 50-па посёлок преобразован в село.

## Население
| 2002 | 2010 | 2021 |
| ---- | ---- | ---- |
| 0    | →0   | →0   |